# Жан-П'єр Серр
 Серр Жан Пьєр (фр. Jean-Pierre Serre; нар. 15 вересня 1926 у Бажі, Франція) — видатний французький математик, член Паризької АН (1976), Американської академії мистецтв та наук в Бостоні (1960).

## Життєпис
Закінчив Вищу нормальну школу в Парижі.
З 1956 року професор в Колеж де Франс, Паризького університету. Основні праці по алгебрі, алгебраїчній геометрії і топології многовидів. Золота медаль і премія Дж. Філдса (1954). Жан Пьєр Серр став наймолодшим володарем медалі Філдса в 27 років. Донині він зберігає це досягнення. Абелівська премія «За ключову роль у наданні сучасної форми багатьом галузям математики, включаючи топологію, алгебраїчну геометрію і теорію чисел» (2003 рік).